# Федуско (Самбір)
Феду́ско (Феодосій) з Са́мбора — український маляр 2-ї половини XVI століття, цеховий майстер з міста Самбора в Галичині. Чільний представник самбірського осередку перемиського кола релігійного малярства.

## Життєпис
Вперше в історичних джерелах ім'я маляра Федуска зафіксовано серед мешканців Самбора під 1568 роком. До історичної літератури впроваджене 1889 року.

## Доробок
Ксилографічне відтворення авторської ікони «Благовіщення» з церкви в Іваничах на Волині (1892) започаткувало традицію репродукування української іконописної спадщини.
Тривалий час був відомий передусім власноруч підписаною іконою «Благовіщення», виконаною 1579 року на замовлення Мотрі й Іларіона Іваницьких для церкви в Іваничах на Волині (нині зберігається у Харківському художньому музеї).
Нині належить до двох (поряд з Олексієм Горошковичем) західноукраїнських малярів XVI століття, спадок яких найбільш вивчений. Серед найвідоміших робіт майстра: ікони «Успіння» з Успенської церкви у Наконечному (поч. 1570-х рр., зберігається у Національному музеї у Львові) та «Святий Юрій із Житієм» із збірки оо. Василіян у Жовкві (остання третина XVI ст., НМЛ).
Мистецтвознавець Лев Скоп приписує Федуску виконання мініатюр і орнаментального оздоблення рукописної пам'ятки XVI століття — Пересопницького євангелія.
|  |  |

## Вибрана бібліографія
- Енциклопедія українознавства : Словникова частина : [в 11 т.] / Наукове товариство імені Шевченка ; гол. ред. проф., д-р Володимир Кубійович. — Париж — Нью-Йорк : Молоде життя, 1955—1995. — ISBN 5-7707-4049-3.
- Єрмолін О. Зображення воїнів в самбірському іконописі ІІ пол. XVI ст. // Бойківщина: історія та сучасність. Львів, 1995. С. 122—123.
- Гелитович М. Федуско маляр із Самбора. До проблеми атрибуції творів майстра // Родовід. Наукові записки до історії культури України, ч. 3 (12). — Київ, 1995. — С. 72-79.
- Скоп-Друзюк Г., Скоп Л. Художнє оформлення Пересопницького євангелія // Волинська ікона: питання історії вивчення, дослідження та реставрації. — Луцьк, 1995. — С. 16-17.
- Гелитович М. Храмова ікона «Благовіщення» маляра Федуска з церкви в Іваничах у контексті української іконографії // Волинська ікона: питання історії вивчення, дослідження та реставрації. — Луцьк, 1996. — С. 15-19.
- Гелитович М. «Благовіщення» 1579 року маляра Федуска з Самбора і розвиток намісного ряду українського іконостасу у XVI ст. // Волинська ікона: питання історії вивчення, дослідження та реставрації. — Луцьк, 1997. — С. 52-57.
- Скоп-Друзюк Г., Скоп Л. Федуско-маляр із Самбора, ікона «Юрій Змієборець з житієм» (ІІ половина XVI ст.) // Історія релігій в Україні: Тези доповідей. — Київ, 1997. — С. 170—172.
- Скоп-Друзюк Г., Скоп Л. Федуско-маляр із Самбора // Бойки, ч. 8-9 (12-13). — Дрогобич, 1993. — С. 12-13.
- Скоп-Друзюк Г., Скоп Л. Федуско-маляр із Самбора та самбірська іконописна школа ІІ половини XVI ст. // Сакральне мистецтво Бойківщини. Наукові читання пам'яті Івана Драґана. Доповіді та повідомлення 25-26 червня 1996 року, м. Дрогобич. — Дрогобич, 1997. — С. 85-91.
- Скоп Л. Творчість іконописця Федуска маляра із Самбора // Народна творчість та етнографія. Київ, 1997. № 5-6. С. 91-95.
- Скоп-Друзюк Г. Іконографічні особливості сцени «Воскресіння Лазаря» з ікони «Страсті Христові» ІІ половини XVI століття Федуска-маляра з церкви Воздвиження в Дрогобичі // Дрогобицькі храми Воздвиження та святого Юра у дослідженнях. — Дрогобич, 2000. — С. 39-68.
- Скоп-Друзюк Г. Іконографічні особливості дрогобицької ікони «Ісус Христос з архангелами» Федуска маляра з Самбора // Дрогобицькі храми Воздвиження та святого Юра у дослідженнях. — Дрогобич, 2000. — С. 46-57.
- Александрович В. Західноукраїнські маляри XVI століття. — Львів, 2000. ISBN 966-02-1818-4
- Скоп Л. Маляр ікони Богородиця-Одигітрія з Мражниці. — Львів, 2004.
- Скоп Л. Майстер мініатюр Пересопницького Євангелія — Федуско, маляр з Самбора. — Дрогобич, 2011